# Эрика (судно)
Эрика — нефтяной танкер французского концерна Total.
Судно было построено в 1975 году на верфи Kasado Dock Co. Ltd, его грузоподъёмность составила 37 283 тонн. Длина 174 м на ватерлинии (184 м всего), ширина 28 м.
Танкер под флагом Мальты 12 декабря 1999 года затонул у берегов Бретани, южнее портового города Брест, потерял при этом около 17 000 тонн из общего груза в 30 000 тонн нефти. Погибло от 300 000 до 500 000 птиц. Сумму ущерба оценили в 500 миллионов евро. Экологические последствия нефтяного пятна в эту сумму не включены.
16 января 2008 года концерн TotalFinaElf был приговорён к штрафу в размере 180 миллионов евро, потому что концерн знал о недостатках танкера.